# Ricardo Piglia
Ricardo Piglia (celým jménem Ricardo Emilio Piglia Renzi; 24. listopadu 1941, Adrogué, provincie Buenos Aires – 6. ledna 2017, Buenos Aires) byl argentinský spisovatel, esejista, scenárista a literární kritik.

## Život a dílo
Ricardo Piglia pocházel z rodiny italského původu. Jeho otec byl perónista, po vojenském převratu v roce 1955 byl zatčen, po jeho propuštění z vězení se rodina přestěhovala do města Mar del Plata.
Již jako 16letý chlapec si započal vésti deník (celkem 327 sešitů), který si vedl až do svojí smrti. Studoval historii na Universidad Nacional de La Plata (UNLP). Posléze získal zaměstnání v nakladatelství Tiempo Contemporáneo. V letech 1971–1975 byl vydavatelem časopisů Literatura y Sociedad a Los Libros. Od roku 1986 pobýval převážně ve Spojených státech amerických, vyučoval zde na Harvardově univerzitě a byl také emeritním profesorem hispanistiky a lusitanistiky na Princetonské univerzitě. V prosinci roku 2011 se navrátil zpět do vlasti.
V roce 2013 mu byla diagnostikována amyotrofická laterální skleróza (ALS), na jejíž následky také o čtyři roky později v Argentině zemřel.

### Romány
- Respiración artificial (1980)
- La ciudad ausente (1992)
- Plata quemada (1997)
- Blanco nocturno (2010)
- El camino de Ida (2013)

### Povídky
- La invasión (1967)
- Nombre falso (1975)
- Prisión perpetua (1988)
- Cuentos morales (1995)
- El pianista (2003)
- Los casos del comisario Croce (2018)

### České překlady zešpanělštiny
- Umělé dýchání (orig. Respiración artificial, 1980). 1. vyd. Praha ; Litomyšl : Paseka, 2014. 199 S. Překlad: Jan Hloušek.
- Za Idou (orig. El Camino de Ida, 2013). Brno: Host, 2021. 264 str. Překlad: Veronika Štefanová.

## Ocenění (výběr)
Za svůj život obdržel několik literárních ocenění, např.:
- 2005 – Premio Iberoamericano de las Letras José Donoso
- 2011 – Premio Internacional de Novela Rómulo Gallegos
- 2013 – Premio Iberoamericano de Narrativa Manuel Rojas
- 2015 – Premio Formentor de las Letras (Pozn.: Tuto cenu převzala za svého dědečka jeho vnučka Carlota Pedersonová.)[17]